# 黑澤爾克雷斯特 (伊利諾伊州)
黑澤爾克雷斯特（英語：Hazel Crest）是位於美國伊利諾伊州庫克縣的一個村落。

## 地理
黑澤爾克雷斯特的座標為41°34′23″N 87°41′09″W / 41.57306°N 87.68583°W，而該地最高點為海拔高度198米（即650英尺）。

## 人口
根據2010年美國人口普查的數據，黑澤爾克雷斯特的面積為8.83平方千米，當中陸地面積為8.78平方千米，而水域面積為0.05平方千米。當地共有人口14100人，而人口密度為每平方千米1,596人。